# آنا موزيتشوك
آنا موزيتشوك هي لاعبة شطرنج أوكرانية وحاصلة على لقب أستاذ كبير، ولدت في 28 فبراير 1990.

## روابط خارجية
- آنا موزيتشوك على موقع الاتحاد الدولي للشطرنج (الإنجليزية)
- آنا موزيتشوك على موقع مباريات الشطرنج (الإنجليزية)
- آنا موزيتشوك على موقع 365Chess.com (الإنجليزية)
- آنا موزيتشوك على موقع Chesstempo.com (الإنجليزية)
- آنا موزيتشوك على موقع الاتحاد الأمريكي للشطرنج (الإنجليزية)
- آنا موزيتشوك سجل أولمبياد الشطرنج للسيدات على موقع OlimpBase.org (الإنجليزية)